# Horní Počaply
Horní Počaply (en allemand : Ober-Potschapl) est une commune du district de Mělník, dans la région de Bohême-Centrale, en Tchéquie. Sa population s'élevait à 1 269 habitants en 2020.

## Géographie
Horní Počaply se trouve sur la rive gauche de l'Elbe, à 10 km à l'est de Roudnice nad Labem, à 11 km au nord-ouest de Mělník et à 39 km au nord de Prague.

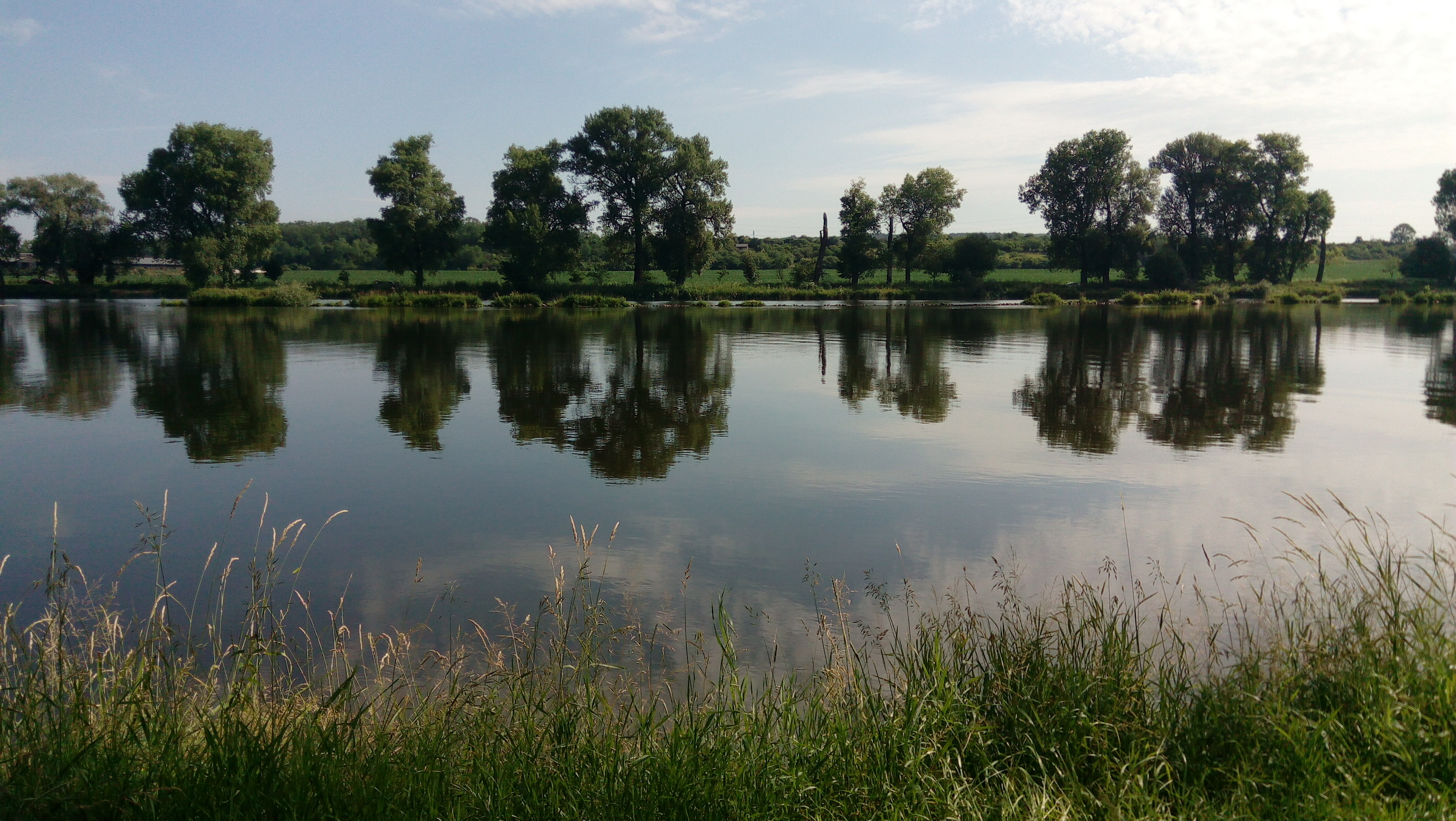
L'Elbe à Horní Počaply.

La commune est limitée par Štětí au nord, par Liběchov à l'est, par Dolní Beřkovice et Cítov au sud, et par Libkovice pod Řípem et Bechlín à l'ouest.

## Histoire
La première mention écrite de la localité date de 1286.

## Économie
Sur le territoire de la commune se trouve la centrale électrique de Mělník (en tchèque : Elektrárna Mělník), une centrale thermique dont le combustible est le lignite. Elle a été construite en trois phases :
- Mělník I : mise en service en 1960, une unité de 352 MW
- Mělník II : mise en service en 1971, deux unités de 110 MW
- Mělník III : mise en service en 1981, une unité de 500 MW

Des installations de désulfuration ont été rajoutées par la suite. L'usine produit également de l'eau chaude pour la commune de Horní Počaply et la ville de Mělník.

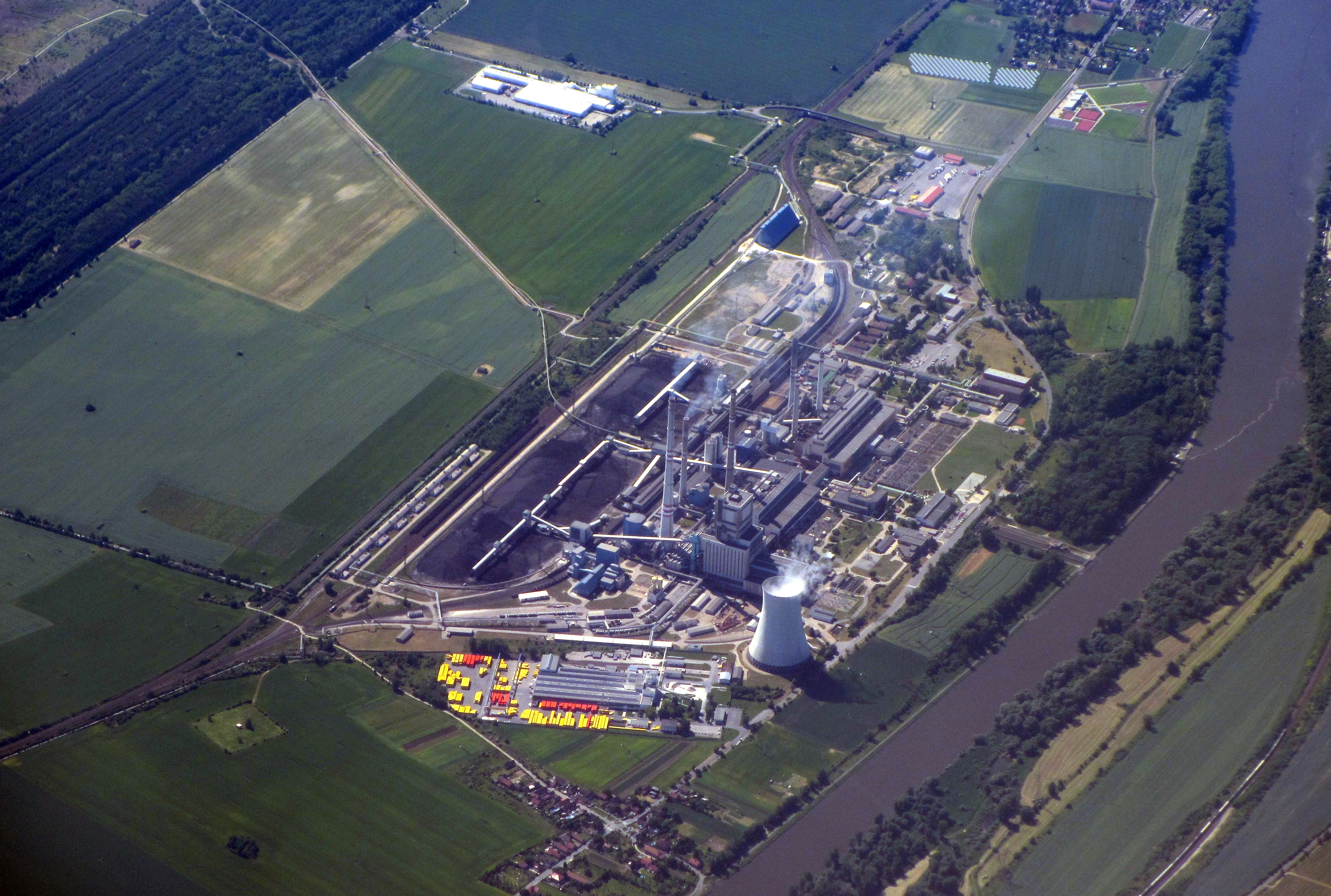
Elektrárna Mělník : vue aérienne.
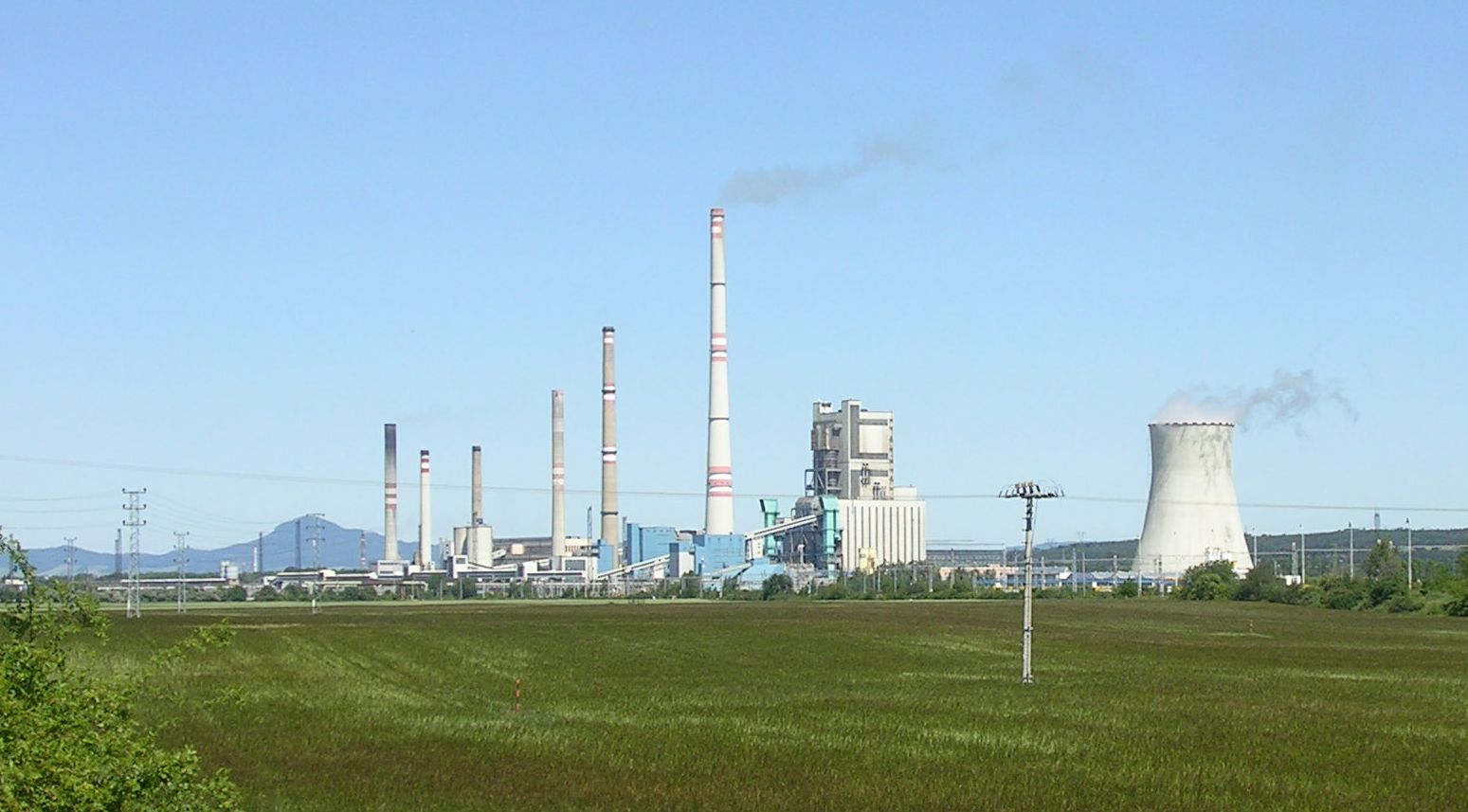
Elektrárna Mělník : vue d'ensemble.